# Von 5 bis 7 – Eine etwas andere Liebesgeschichte
Von 5 bis 7 – Eine etwas andere Liebesgeschichte (Originaltitel: 5 to 7) ist ein Liebesfilm aus dem Jahr 2014, der von Victor Levin geschrieben und verfilmt wurde. Es spielten Anton Yelchin, Bérénice Marlohe, Olivia Thirlby, Lambert Wilson, Frank Langella und Glenn Close mit. Yelchin spielt Brian, einen 24 Jahre alten Schriftsteller, der eine Affäre mit Arielle (Marlohe), einer 33-jährigen verheirateten Französin hat. Arielle und ihr Ehemann haben eine Abmachung, die es ihnen erlaubt zwischen 17 und 19 Uhr eine Affäre zu haben.
Die Prämisse des Films wurde von einem französischen Paar, das in offener Ehe lebte und das er in den 1980er Jahren kennenlernte, übernommen. Der erste Entwurf des Films stammt aus dem Jahre 2007. Er wurde aber aufgrund von Castingproblemen erst 2014 fertiggestellt. Zuerst war Diane Kruger als Arielle vorgesehen, wurde aber durch Marlohe ersetzt. Die Dreharbeiten begannen im Mai 2013 in New York City und fanden in der Upper East Side von Manhattan statt. Die Filmmusik wurde von Danny Bensi und Saunder Jurriaans komponiert.
Von 5 bis 7 hatte am 19. April 2014 auf dem Tribeca Film Festival Premiere und gewann den Publikumspreis für den besten amerikanischen Film. Er wurde am 3. April 2015 von IFC Films veröffentlicht und spielte weltweit 674.579 US-Dollar ein. Er erhielt positive bis gemischte Bewertungen.

## Handlung
Brian Bloom, ein 24-jähriger Schriftsteller in New York City, trifft eine 33 Jahre alte Französin namens Arielle Pierpoint. Sie fühlen sich zueinander hingezogen und nach dem zweiten Treffen verrät Arielle, dass sie mit dem Diplomaten Valéry verheiratet ist und zwei kleine Kinder hat. Sie haben eine Vereinbarung, dass jeder außereheliche Affären wochentags zwischen 17 und 19 Uhr haben darf, solange sie hierauf begrenzt sind. Brian ist von der Information perplex und sagt zu Arielle, dass er die Beziehung nicht fortsetzen kann, da er glaubt, dass es unethisch ist. Arielle meint, dass er, wenn er es sich anders überlegen sollte, zu dem Platz kommen soll, an dem sie sich getroffen haben.
Nach drei Wochen beschließt Brian, sich wieder mit Arielle zu treffen. Sie gibt ihm einen Hotelschlüssel. Ab diesem Zeitpunkt treffen sie sich häufiger in diesem Hotelzimmer. Valéry, der von der Beziehung weiß, nähert sich ihm auf offener Straße und lädt Brian zum Abendessen ein. Hierbei lernt er auch die Kinder von Arielle und Valéry und Valérys Geliebte, eine 25-jährige Journalistin namens Jane, kennen. Arielle trifft später Brians Eltern, Sam und Arlene. Als Sam erfährt, dass Arielle eine verheiratete Mutter mit zwei Kindern ist, teilt er Brian mit, dass er die Beziehung nicht für gut hält. Arlene akzeptiert sie. Als Brian zu einer Gala von The New Yorker eingeladen wird, um eine Auszeichnung für eine Kurzgeschichte zu erhalten, begleiten ihn Arielle, Valéry, Jane und seine Eltern. Jane erzählt Brian, dass ihr Chef Galassi, ein Verleger, seine Geschichte gelesen hat und will, dass Brian einen Roman schreibt.
Brian trifft Arielle im Hotel, bittet sie ihn zu heiraten und gibt ihr einen Verlobungsring. Brian gesteht ihr seine tiefe Liebe und Arielle nimmt seinen Antrag an. Sie sagt ihm, dass sie sich am nächsten Tag im Hotel treffen. Valéry taucht daraufhin in der folgenden Nacht in Brians Wohnung auf. Er schlägt Brian und drückt seine Wut über Brians Übertreten der Regeln der offenen Ehe aus. Er gibt Brian einen Scheck über $ 250.000 um Arielle das Leben zu geben, das sie verdient. Am nächsten Tag gibt der Hotelportier Brian einen Brief von Arielle, in dem sie erklärt, dass, obwohl sie ihn sehr liebt, sie ihren Mann und ihre Kinder nicht verlassen kann und bittet ihn, sie nicht wieder zu kontaktieren.
Jane beendet später die Beziehung zu Valéry, weil es für sie ein Verrat an der Freundschaft mit Brian ist. Galassi veröffentlicht dann Brians ersten Roman. Nach einigen Jahren geht Brian mit seiner Frau Kiva und seinem zweijährigen Sohn eine Straße entlang. Vor dem Guggenheim treffen sie Arielle, Valéry und ihre nun jugendlichen Kinder. Valéry fragt nach Jane und Brian erzählt, dass sie nun verheiratet ist und ein Kind hat. Arielle zeigt ihm dabei seinen Verlobungsring, den sie trägt.

## Produktion
Die Geschichte wurde von einem Paar inspiriert, das Victor Levin 1987 in Frankreich kennenlernte. Das Paar führte eine offene Ehe. Jeder der Ehegatten hatte einen Liebhaber und laut Levin „waren sie alle furchtbar zivilisiert mit dem Arrangement“. Nach dem Treffen verwarf er die Idee. Nach der Geburt seiner Kinder in den frühen 2000er Jahren konzipierte er eine komplette Handlung. Levin schrieb den ersten Entwurf der Geschichte im März 2007. Sein Agent bei William Morris Endeavor stellte ihn Julie Lynn vor, die das Drehbuch las und sich bereit erklärte, es zu produzieren. 2011 arbeitete Lynn mit Bonnie Curtis zusammen, der Produzent des Filmes wurde. Das Projekt brauchte sieben Jahre, um passende Schauspieler zu finden. Das Budget wurde in erster Linie von Demarest Films mit zusätzlichen Mitteln von privaten Investoren wie Sam Englebardt, David Greathouse und Bill Johnson bereitgestellt.
Die Dreharbeiten sollten eigentlich im Februar 2013 beginnen, wurden aber bis in den Mai verschoben. Der Film wurde von Arnaud Potier auf einer Arri-Alexa-Kamera im CinemaScope-Breitbildformat gedreht. Die Dreharbeiten fanden hauptsächlich in der Upper East Side von New York City statt. Besondere Drehorte waren das Carlyle Hotel, das St. Regis Hotel, das Solomon R. Guggenheim Museum, die Fifth Avenue, der Grand Army Plaza, das Le Charlot Restaurant und das Crawford Doyle Booksellers. Der einzig bedeutende Drehort außerhalb der Upper East Side war Brians Apartment, das in der 30th Street in Midtown Manhattan lag.

## Veröffentlichung
5 to 7 hatte am 19. April 2014 auf dem Tribeca Film Festival Premiere und wurde anschließend bei diversen anderen Filmfesten gezeigt, darunter auch das Palm Springs International Film Festival. Beim Traverse City Film Festival gewann er den Publikumspreis für den besten amerikanischen Film und war als Best Narrative Feature auf dem Bermuda International Film Festival nominiert.
IFC Films erwarb die Vertriebsrechte für die Vereinigten Staaten im Juni 2014. Die Veröffentlichung fand am 3. April 2015 in New York und Los Angeles statt und brachte an beiden Orten am Eröffnungswochenende je 18.006 US-Dollar ein. Später wurde der Film in 27 Kinos gezeigt und spielte in den ersten sechs Wochen 162.685 Dollar ein. Außerhalb der USA war er in Mexiko mit 259.757 Dollar und in Russland mit 120.909 Dollar am erfolgreichsten. Außerhalb der USA spielte er 511.894 Dollar und weltweit 674.579 Dollar ein.